# Zimmerman, Minnesota
Zimmerman là một thành phố thuộc quận Sherburne, tiểu bang Minnesota, Hoa Kỳ. Năm 2010, dân số của thành phố này là 5228 người.

## Dân số
- Dân số năm 2000: 2851 người.
- Dân số năm 2010: 5228 người.